# Calathea virginalis
Calathea virginalis är en strimbladsväxtart som beskrevs av Jean Jules Linden och Eduard August von Regel. Calathea virginalis ingår i släktet Calathea och familjen strimbladsväxter. Inga underarter finns listade.